# Disque de Merkel
 (août 2017).
Si vous disposez d'ouvrages ou d'articles de référence ou si vous connaissez des sites web de qualité traitant du thème abordé ici, merci de compléter l'article en donnant les références utiles à sa vérifiabilité et en les liant à la section « Notes et références ».

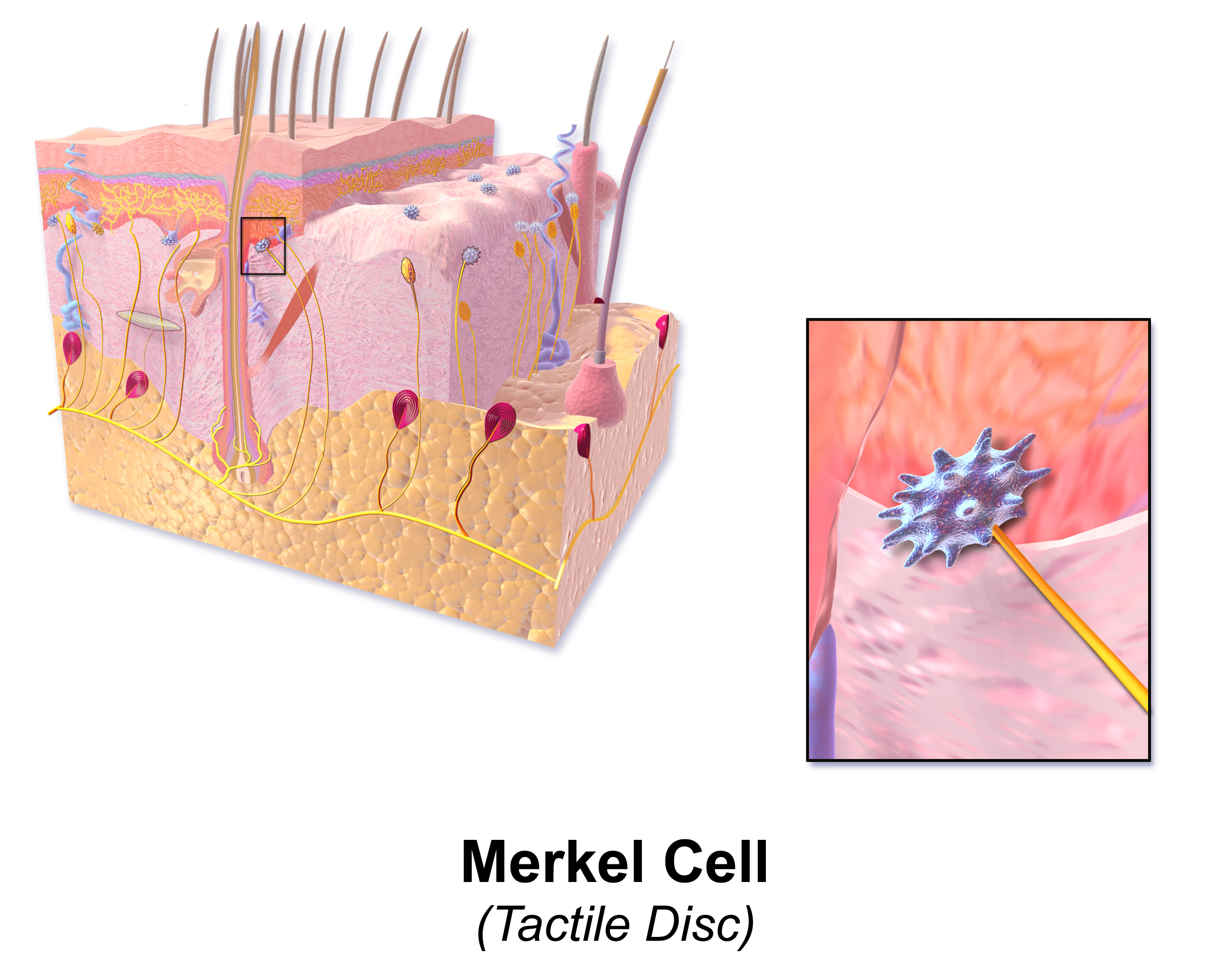
Cellule de Merkel

Les corpuscules de Merkel sont des mécanorécepteurs situés à la base interne de l’épiderme. Ils sont responsables de la perception tactile à haute résolution, comme pour lire le Braille. Ils se composent des cellules de Merkel de la couche basale de l'épiderme et des terminaisons nerveuses cutanées de type Abéta.
L'importance des cellules de Merkel n'est pas totalement éclaircie aujourd'hui. Il semblerait qu'elles participent plus au maintien de la sensibilité de la fibre nerveuse qu'à la transduction de signaux.